# 털진달래
털진달래는 진달래과의 낙엽활엽관목이다. 원산지는 한국이며 자생식물이다.

## 이름
털진달래의 꽃말은 '신념, 청렴, 절제'이다.

## 형태
구성요소로서는 줄기, 잎, 꽃, 열매가 있다. 줄기의 높이는 2~3m이고 줄기에 있는 어린가지에는 비늘조각과 털이 있다. 잎은 어긋나게 자라는데 보통 길이는 4~7cm, 너비는 1.5-2.5m로 도피침형 또는 장타원형이 있다. 잎의 뒷면에는 비늘조각과 털이 있다.
도피침형 꽃은 잎보다 먼저 피는데 1개 혹은 2-5개까지 피기도 한다. 수술은 10개, 암술은 1개이고 암술대가 수술대보다 더 길다. 꽃의 지름은 3-5cm로써 자홍색 혹은 연한 홍색이다.

## 생태
5~6월에 주로 산지에서 자생한다. 한국에서는 설악산, 지리산, 한라산에서 서식한다.

## 쓰임새
털진달래의 지상부위로부터 정유를 얻고 그것을 추출해 세포의 독성을 연구한 결과가 있다. 또한 분재용 소재로도 많이 사용된다.

## 참고
1. 1 2 3 4 5 6  국가생물종지식정보시스템http://www.nature.go.kr/wkbik1/wkbik1312.leaf?hback=true&plntIlstrNo=26051#.Uqh7vmqwfIU 보관됨 2013-12-14 - 웨이백 머신
2. ↑  털진달래(Rhododendon mucronulatum Turcz. var. ciliatum Nakai) 정유의 성분분석과 독성평가, 박유화, 김성문,한국응용생명화학회 Journal of the Korean Society for Applied Biological Chemistry, 2008.09, 233-237 (5 pages)
3. ↑  “보관된 사본”. 2013년 6월 12일에 원본 문서에서 보존된 문서. 2013년 12월 11일에 확인함.